# ان‌جی‌سی ۱۱۵
ان‌جی‌سی ۱۱۵ (به انگلیسی: NGC 115) یک کهکشان مارپیچی با قدر ظاهری ۱۴ است که در صورت فلکی سنگتراش قرار دارد.